# ユニオン・スイッチ・アンド・シグナル
ユニオン・スイッチ・アンド・シグナル（US&S）は、アメリカ合衆国ペンシルベニア州ピッツバーグ市に本拠を置いていた鉄道信号機メーカーである。
ウェスティングハウス・エレクトリックを創業した発明家ジョージ・ウェスティングハウスによって1881年に設立された。1917年にはウェスティングハウス・エア・ブレーキの子会社となった。1937年、企業としてエリオット・クレッソン・メダル受賞。
1968年、アメリカン・スタンダード・カンパニーズがウェスティングハウス・エア・ブレーキからUS&Sを買収し、1988年、アンサルドがアメリカン・スタンダード・カンパニーズからUS&Sを買収した。
2009年にイタリアのアンサルドに合併され、現存していない。
第二次世界大戦中は約5万丁のM1911A1自動拳銃を臨時生産し、アメリカ軍に納入した。